# San Filippo del Mela
Pour les articles homonymes, voir San Filippo et Mela.
San Filippo del Mela est une commune italienne de la province de Messine, dans la région Sicile.

## Histoire
À Rocca Ferro, un site archéologique du VIe siècle av. J.-C. a été mis au jour, comprenant plusieurs édifices taillés dans le roc et une activité de fonderie.

## Administration
| Période                                  | Période | Identité | Étiquette | Qualité |
| ---------------------------------------- | ------- | -------- | --------- | ------- |
|                                          |         |          |           |         |
| Les données manquantes sont à compléter. |         |          |           |         |

### Hameaux
Olivarella, Cattafi, Corriolo, Archi.

### Communes limitrophes
Merì, Milazzo, Pace del Mela, Santa Lucia del Mela.